# Clematis
Genul Clematis cuprinde ranunculacee lemnoase.

## Specii ale genului Clematis
- Clematis vitalba (Curpen de pădure)
- Clematis alpina
- Clematis brachiata
- Clematis campaniflora
- Clematis chinensis
- Clematis columbiana
- Clematis dioica
- Clematis flammula
- Clematis florida
- Clematis hirsutissima
- Clematis lasiantha
- Clematis ligusticifolia
- Clematis macropetala
- Clematis marmoraria
- Clematis occidentalis
- Clematis microphylla
- Clematis montana
- Clematis occidentalis
- Clematis pauciflora
- Clematis pubescens
- Clematis recta
- Clematis socialis
- Clematis terniflora
- Clematis virginiana
- Clematis viticella